# Лавренов, Александр Филиппович

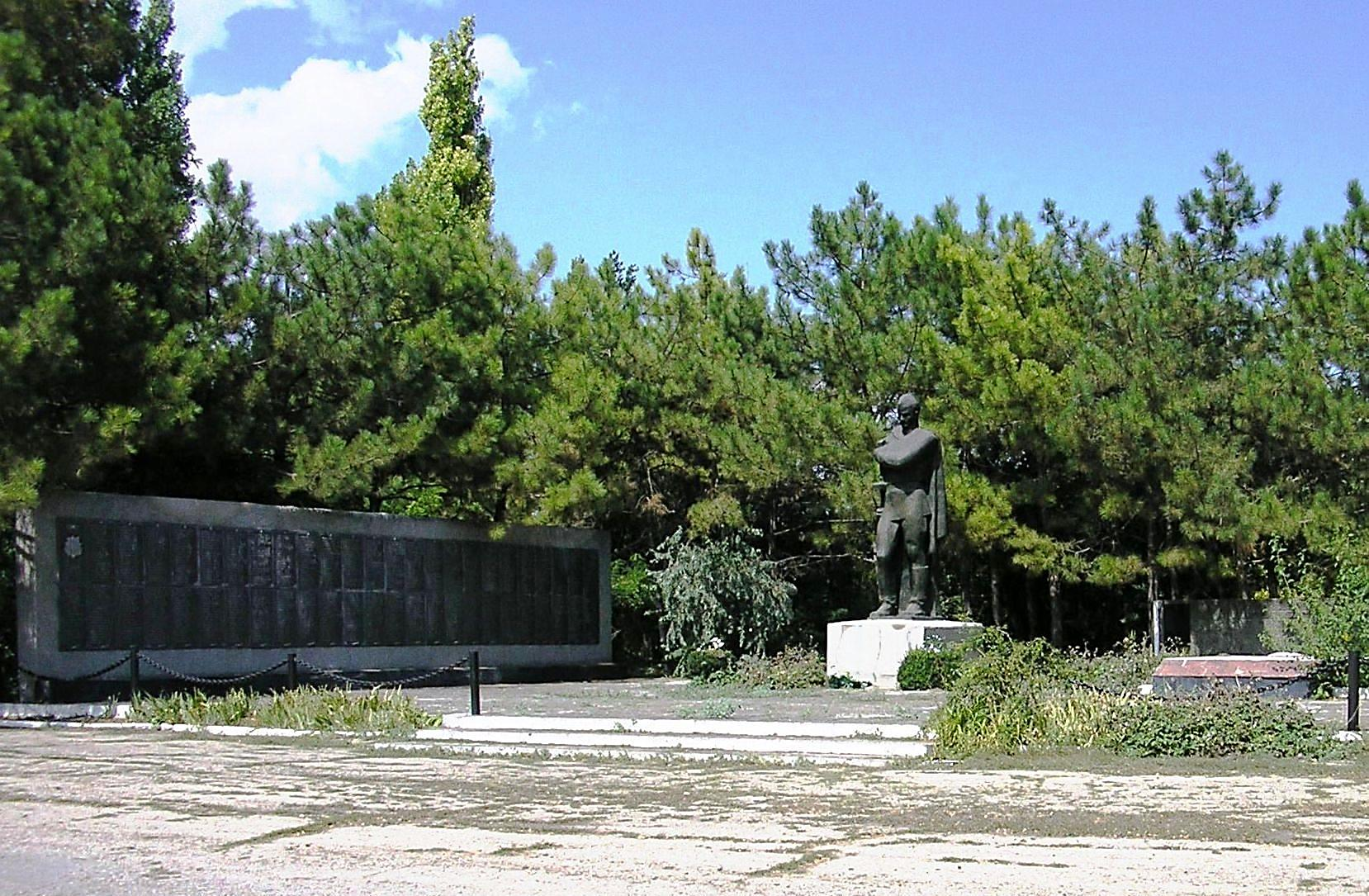
Братская могила советских воинов и Героев Советского Союза Н. В. Аксютина, А. Ф. Лавренова, Н. А. Тарасова, И. И. Зюзь, Красноармейское, ул. Победы

Александр Филиппович Лавренов (20 апреля 1920 года, с. Печерниковские Выселки, Рязанская губерния — 26 марта 1944 года, Сиваш) — помощник командира 291-го истребительного авиационного полка по воздушно-стрелковой службе, капитан, Герой Советского Союза.

## Биография
Родился 20 апреля 1920 года в селе Печерниковские Выселки Рязанской губернии в семье крестьянина.
В 1936 году, окончив 7 классов, переехал в Москву. Поступил в школу ФЗУ при заводе «Динамо», получил специальность слесаря. Учился в аэроклубе. С 1938 года в Красной Армии, в том же году был принят в Борисоглебскую военную авиационную школу пилотов, которую закончил в 1940 году.
С апреля 1943 года в действующей армии. Член КПСС с 1943 года. Свой фронтовой путь Лавренов начал 20 апреля 1943 года в день своего 23-летия, в небе Кубани. Сражался в составе 291-го истребительного авиаполка, вооружённого истребителями Як-1.
29 апреля 1943 года в бою над Крымской он в упор сбил Messerschmitt Bf.109, 2 мая в составе группы по расчистке воздуха сбил ещё два «Мессершмитта», а 27 мая в паре с будущим Героем Советского Союза В. С. Конобаевым, выполнив задачу по сопровождению Пе-2, атаковал встречных Junkers Ju 87 и в коротком бою сбил сразу 5 самолётов.
После Кубани Лавренов участвовал в боях под Мелитополем и Запорожьем.
В июле 1943 года Александра Лавренова командировали в глубокий тыл с почётным заданием: получить построенный на средства академика В. Н. Образцова новый истребитель. Выбор пал на Лавренова не случайно: к тому времени на счету помощника командира 291-го истребительного авиационного полка по воздушно-стрелковой службе лейтенанта А. Ф. Лавренова было 47 боевых вылетов, а в 26 воздушных боях он сбил лично 17 и в составе группы 3 самолёта противника.
Полученный 16 июля 1943 года истребитель Як-1 назвали «Ртищевский железнодорожник» (так как академик В. Н. Образцов был депутатом Верховного Совета СССР от Ртищевского избирательного округа). В результате этой поездки между 69-летним академиком и 23-летним лётчиком завязалась крепкая дружба.
1 ноября 1943 года указом президиума Верховного Совета СССР Александру Филипповичу Лавренову за мужество и воинскую доблесть, проявленные в боях с врагами, было присвоено звание Героя Советского Союза. На его счету к тому времени числилось уже 23 воздушные победы. В связи с этим торжественным событием однополчане послали матери лётчика — Дарье Ефимовне поздравительное письмо.
Откликнулся на это событие и академик Образцов, также отправивший ей своё послание.
5 июня 1944 года академик Образцов написал ей очередное письмо. В нём он писал, что последнее письмо, полученное им от Александра, было датировано 18 марта 1944 года. Лётчик писал, что на именном самолёте совершил более 100 боевых вылетов, сбил 9 самолётов в воздухе и 2 уничтожил на земле. Но как оказалось, в то самое время, когда Владимир Николаевич Образцов писал матери Александра Лавренова своё письмо, лётчика уже не было в живых.
26 марта 1944 года лётчики 278-й истребительной дивизии, которой командовал полковник В. Т. Лисин, прикрывали переправу через Сиваш. Понадеявшись на то, что немцы не пошлют сюда крупных сил, командир направил на боевое задание наспех спаренные экипажи из молодых, необстрелянных лётчиков, а сам устроил в штабе какой-то семинар. Враг же вопреки ожиданиям направил к Сивашу несколько десятков бомбардировщиков в сопровождении истребителей 52-й эскадры.
В 15:28 группа в составе 8 самолётов Як-1 и Як-9 под командованием помощника командира по ВСС 291-го истребительного авиационного полка капитана А. Ф. Лавренова вылетела в район Сиваша. В 16:05 на высоте 3500 м они встретили 4 Bf.109, которые атаковали один Як-1 и затем со снижением ушли на свою территорию. Ударная группа в составе четырёх самолётов под командованием Лавренова безрезультатно атаковала их, потеряв при этом высоту. Группа начала набирать высоту над полем боя, потеряла скорость и в это время сзади со стороны солнца была атакована парой Bf.109, один из которых с дистанции 50 м одной длинной очередью сбил Як-1 капитана Лавренова, который упал в воду в районе 3 км юго-восточнее Чучак.
Генерал-майор авиации в отставке В. Киселёв приводит немного другую версию того боя:
Воздушный бой начался со встречи 4 истребителей 812-го авиаполка с большой группой немецких самолётов, шедших бомбить переправу через Сиваш. На помощь нашей четвёрки с ближайшего аэродрома немедленно было направлено подкрепление. Взлетели 3 группы истребителей, одну из которых возглавил командир полка майор А. А. Волков. Им пришлось вести бой с немецкими асами из 52-й истребительной эскадры, имевшими богатый боевой опыт.
Однако лобовых атак даже эти опытнейшие немецкие пилоты не выдерживали. Так, именно в лобовой атаке первой же очередью майору Волкову удалось свалить наиболее наглого врага. Но в это время его напарник, молодой лётчик, не удержался в строю, отвалил в сторону и тут же стал жертвой другой вражеской пары…

Оставшись один, без напарника, Волков попал в клещи двух пар Ме-109. На выручку своему командиру бросился Герой Советского Союза капитан А. Ф. Лавренов. Но было уже поздно, самолёт Волкова загорелся и с нарастающей скоростью потянул к земле. Колпак кабины не открывался, видимо, лётчик был убит или тяжело ранен. Капитан Лавренов с безумной храбростью бросился на ближайшего „Мессера“, всадил в него весь оставшийся боекомплект с такого близкого расстояния, что не успел отвернуть в сторону и на большой скорости врезался в хвост вражеского самолёта. Он рассчитался за своего командира ценой собственной жизни…
26 марта 1944 года стал одним из самых трагических дней в истории полка: воспользовавшись неудовлетворительной организацией истребительного прикрытия над Сивашем немцы в этом бою сбили 10 советских истребителей, потеряв два своих самолёта (один истребитель и один бомбардировщик).
Похоронен Александр Филиппович Лавренов в селе Красноармейское Красноперекопского района Крымской области.
Всего выполнил около 150 боевых вылетов, участвуя в 40 воздушных боях, записал на свой счёт 30 побед: 27 личных и 3 групповые.

## Награды
- Медаль «Золотая Звезда» (№ 1273);
- орден Ленина;
- два ордена Красного Знамени;
- орден Отечественной войны 1 степени;
- орден Красной Звезды.

## Память
- На здании школы в селе Печерниковские Выселки установлена мемориальная доска.
- Имя Героя носит улица в городе Михайлов Рязанской области.
- Мемориальная доска в память о Лавренове установлена Российским военно-историческим обществом на здании Печерне-Высельской средней школы Михайловского района, где он учился.